# Wekadvies
Een wekadvies is een advies van een arts om een patiënt 's nachts (en eventueel overdag) te wekken uit de slaap. 
In de 24 uur na een hoofdtrauma wordt vaak een wekadvies gegeven: men moet de patiënt overdag niet alleen laten en 's nachts om het uur even wakker schudden. Lukt dit niet goed, of is er een duidelijk verschil in de grootte tussen de beide pupillen, of als de patiënt een epileptische aanval krijgt, is onverwijld controle door een neuroloog nodig. Er kan dan een intracraniële bloeding zijn opgetreden. Soms treedt in de dagen na het hoofdtrauma een langzaam optredende versuffing op.